# Michałki (Kozłowo)
Michałki (deutsch Michalken, 1938 bis 1945 Michelsau) ist ein Dorf in der polnischen Woiwodschaft Ermland-Masuren. Es gehört zur Gmina Kozłowo (Landgemeinde Groß Koslau, 1938 bis 1945 Großkosel) im Powiat Nidzicki (Kreis Neidenburg).

## Geographische Lage
Michałki liegt im Südwesten der Woiwodschaft Ermland-Masuren, elf Kilometer nordwestlich der Kreisstadt Nidzica (deutsch Neidenburg).

## Geschichte
Das kleine Dorf Michalken wurde vor 1475 gegründet. Ein Vorwerk befand sich 1,1 Kilometer südlich des Dorfes. Die Landgemeinde Michalken wurde 1874 in den neu errichteten Amtsbezirk Lahna (polnisch Łyna) im ostpreußischen Kreis Neidenburg eingegliedert. Im Jahre 1910 waren in Michalken 130 Einwohner gemeldet, im Jahre 1933 waren es 122.
Aus politisch-ideologischen Gründen der Abwehr fremdländisch klingender Ortsnamen wurde Michalken am 3. Juni – amtlich bestätigt am 16. Juli – 1938 in „Michelsau“ umbenannt. Die Einwohnerzahl belief sich 1939 auf noch 97.
In Kriegsfolge kam Michelsau 1945 mit dem gesamten südlichen Ostpreußen zu Polen. Das Dorf erhielt die polnische Namensform „Michałki“ und ist heute mit dem Sitz eines Schulzenamtes (polnisch Sołectwo) eine Ortschaft innerhalb der Gmina Kozłowo (Landgemeinde Groß Koslau, 1938 bis 1945 Großkosel) im Powiat Nidzicki (Kreis Neidenburg), bis 1998 der Woiwodschaft Olsztyn, seither der Woiwodschaft Ermland-Masuren zugehörig. Im Jahre 2011 zählte Michałki 63 Einwohner.

## Kirche
Bis 1945 war Michalken resp. Michelsau in die evangelische Kirche Skottau (polnisch Szkotowo) in der Kirchenprovinz Ostpreußen der Kirche der Altpreußischen Union sowie in die römisch-katholische Kirche Thurau (polnisch Turowo) im Bistum Ermland eingepfarrt. Heute gehört Michałki katholischerseits zur Kirche Szkotowo im Erzbistum Ermland, evangelischerseits zur Heilig-Kreuz-Kirche Nidzica in der Diözese Masuren der Evangelisch-Augsburgischen Kirche in Polen.

## Verkehr
Michałki liegt westlich der Schnellstraße S 7 und ist über die Ausfahrt Rączki (Rontzken, 1938 bis 1945 Hornheim) auf einer Nebenstraße in Richtung Mielno (Mühlen) zu erreichen. Auch führt von Szkotowo (Skottau) eine Nebenstraße nach Michałki.
Eine Anbindung an den Bahnverkehr besteht nicht.